# NGC 2313
NGC 2313 is een diffuse nevel in het sterrenbeeld Eenhoorn. Het hemelobject werd op 4 januari 1862 ontdekt door de Duits-Deense astronoom Heinrich Louis d'Arrest.

## Synoniemen
- LDN 1653